# Luchtfilterende planten
Deze (incomplete) lijst van luchtfilterende planten (luchtzuivering) is in 1989 samengesteld door NASA als onderdeel van de NASA Clean Air Study, dat als doel had schone lucht in ruimtestations te onderzoeken. Alle planten absorberen koolstofdioxide en laten zuurstof vrij; de planten in deze lijst verwijderen ook significante hoeveelheden benzeen, formaldehyde en/of trichlooretheen. Ook micro-organismen in de grond absorberen kleine hoeveelheden luchtverontreinigingen. In een natuurzwembad worden waterfilterende -algen -micro-organismes en -planten toegepast.

Er zijn in een gemiddelde huiskamer 100 planten per vierkante meter nodig om van enige luchtzuivering te kunnen spreken. Het is dan ook voornamelijk een manier om planten te verkopen.
- Aglaonema
- Anthurium / aronskelk
- Chamaedorea seifrizii / bamboepalm
- Chlorophytum comosum
- Chrysanthemum / chrysant
- Chrysanthemum morifolium
- Dracaena
- Dracaena trifasciata / vrouwentongen
- Ficus benjamina / waringin / treurvijg
- Gerbera jamesonii / gerbera
- Hedera helix / klimop
- Nephrolepis exaltata / krulvaren / zwaardvaren
- Philodendron
- Phoenix roebelenii / phoenix robellini / pygmee dadelpalm, dwerg dadelpalm, mini dadelpalm
- Sansevieria / bajonetplant, zwaardplant
- Spathiphyllum / lepelplant